# باوة نور
باوه نور بلدة عراقية تابعة إدارياً لمحافظة السليمانية شمال العراق, تقع على ضفاف نهر ديالى.